# Пічтрі-Сіті (Джорджія)
Пічтрі-Сіті (англ. Peachtree City) — місто (англ. city) в США, в окрузі Файєтт штату Джорджія. Населення — 38 244 особи (2020).

## Географія
Пічтрі-Сіті розташоване за координатами 33°23′31″ пн. ш. 84°34′14″ зх. д. / 33.39194° пн. ш. 84.57056° зх. д. (33.391884, -84.570611).  За даними Бюро перепису населення США в 2010 році місто мало площу 65,91 км², з яких 63,55 км² — суходіл та 2,35 км² — водойми.

### Клімат
| Клімат : Пічтрі-Сіті    | Клімат : Пічтрі-Сіті | Клімат : Пічтрі-Сіті | Клімат : Пічтрі-Сіті | Клімат : Пічтрі-Сіті | Клімат : Пічтрі-Сіті | Клімат : Пічтрі-Сіті | Клімат : Пічтрі-Сіті | Клімат : Пічтрі-Сіті | Клімат : Пічтрі-Сіті | Клімат : Пічтрі-Сіті | Клімат : Пічтрі-Сіті | Клімат : Пічтрі-Сіті | Клімат : Пічтрі-Сіті |
| Показник                | Січ.                 | Лют.                 | Бер.                 | Квіт.                | Трав.                | Черв.                | Лип.                 | Серп.                | Вер.                 | Жовт.                | Лист.                | Груд.                | Рік                  |
| Абсолютний максимум, °C | 26,7                 | 27,8                 | 30,6                 | 33,3                 | 36,1                 | 38,3                 | 40,0                 | 38,9                 | 37,2                 | 36,1                 | 31,1                 | 26,1                 | 40,0                 |
| Середній максимум, °C   | 12,8                 | 15,0                 | 19,4                 | 23,9                 | 27,2                 | 31,1                 | 32,2                 | 31,7                 | 28,9                 | 23,9                 | 18,9                 | 13,9                 | 23,3                 |
| Середній мінімум, °C    | −1,1                 | 0,6                  | 3,9                  | 7,8                  | 12,8                 | 17,8                 | 20,0                 | 19,4                 | 15,6                 | 9,4                  | 4,4                  | 0,0                  | 9,3                  |
| Абсолютний мінімум, °C  | −22,2                | −15,6                | −11,7                | −4,4                 | 1,7                  | 5,0                  | 10,0                 | 10,6                 | 0,0                  | −3,9                 | −15,6                | −18,9                | −22,2                |
| Норма опадів, мм        | 116                  | 129                  | 129                  | 97                   | 100                  | 97                   | 126                  | 113                  | 96                   | 83                   | 105                  | 107                  | 1298                 |
| ----------------------- | -------------------- | -------------------- | -------------------- | -------------------- | -------------------- | -------------------- | -------------------- | -------------------- | -------------------- | -------------------- | -------------------- | -------------------- | -------------------- |
| Джерело:                |                      |                      |                      |                      |                      |                      |                      |                      |                      |                      |                      |                      |                      |

## Демографія
Згідно з переписом 2010 року, у місті мешкали 34 364 особи в 12 726 домогосподарствах у складі 9861 родини. Густота населення становила 521 особа/км².  Було 13538 помешкань (205/км²).
Расовий склад населення:
| - 82,3 % — білих - 7,4 % — чорних або афроамериканців - 5,3 % — азіатів - 0,3 % — корінних американців - 0,1 % — вихідців з тихоокеанських островів - 2,2 % — осіб інших рас |

До двох чи більше рас належало 2,4 %. Частка іспаномовних становила 7,1 % від усіх жителів.
За віковим діапазоном населення розподілялося таким чином: 27,5 % — особи молодші 18 років, 60,5 % — особи у віці 18—64 років, 12,0 % — особи у віці 65 років та старші. Медіана віку мешканця становила 41,7 року. На 100 осіб жіночої статі у місті припадало 93,5 чоловіків;  на 100 жінок у віці від 18 років та старших — 90,2 чоловіків також старших 18 років.
Середній дохід на одне домашнє господарство  становив 105 864 долари США (медіана — 85 420), а середній дохід на одну сім'ю — 120 042 долари (медіана — 100 762). Медіана доходів становила 83 163 долари для чоловіків та 51 364 долари для жінок. За межею бідності перебувало 7,5 % осіб, у тому числі 10,7 % дітей у віці до 18 років та 5,4 % осіб у віці 65 років та старших.
Цивільне працевлаштоване населення становило 16 126 осіб. Основні галузі зайнятості: освіта, охорона здоров'я та соціальна допомога — 19,4 %, виробництво — 13,7 %, транспорт — 13,1 %.